# Mudalrejo
Mudalrejo is een bestuurslaag in het regentschap Purworejo van de provincie Midden-Java, Indonesië. Mudalrejo telt 2251 inwoners (volkstelling 2010).